# Ferdinand Eggmann
Karl Alexander Ferdinand Eggmann (* 30. August 1827 in Wurzach; † 4. Dezember 1913 in Bergatreute) war ein deutscher römisch-katholischer Geistlicher und württembergischer Politiker.

## Leben
Eggmann war der Sohn des von Schaesberg-Tannheimischen Rentamtbeamten Josef Fidel Eggmann aus Leutkirch im Allgäu und der Maria Anna Lang. Aufgewachsen in Wurzach, studierte er von 1845 bis 1849 Theologie an der Eberhard Karls Universität in Tübingen. Seine Priesterweihe empfing er am 10. August 1850.
Im Dienst der Römisch-katholischen Kirche war er in folgenden Ämtern tätig:
- Professor an der Kantonsschule St. Gallen, 1851
- Kuratieverweser in Crailsheim, 1855
- Kaplan zum heiligen Berg in Wurzach, 1859 (zeitweilig auch Instituts-Katechet und Stadtpfarrverweser in Wurzach)
- Pfarrer in Frittlingen, 1866
- Stadtpfarrer in Riedlingen, 1880
- Pfarrer in Bergatreute, 1884 (Dekan des Bezirks 1897 und Bezirksschulinspektor von Waldsee)

1907 erreichte er den Ruhestand als Oberkirchenrat.
Von 1877 bis 1901 war Eggmann für den Wahlkreis Leutkirch Abgeordneter der zweiten Kammer des württembergischen Landtags, zunächst für die Landespartei, ab 1895 für das Zentrum. Dort war er Mitglied der Legitimations-, Volksschul- und Volkswirtschaftlichen Kommission. Bei der Landtagswahl 1900 kandidierte er als inoffizieller Kandidat erfolglos gegen Nikolaus Braunger, den die Leutkircher Zentrumspartei nach einer Kampfabstimmung als Kandidaten aufgestellt hatte.

## Ehrungen und Ehrenzeichen
- Ehrenbürger von Leutkirch im Allgäu, 1887
- Ehrenbürger von Wurzach, 1900
- Ritterkreuz I. Klasse des Friedrichs-Ordens, 1900[2]

## Schriften
- Die Geschichte des Illerthales. J. F. Ling, Ulm 1862 (Digitalisat Google, BSB)
- Anton Zanker Hrsg.: Geschichte des Illertals, F. Eggmann, Edierte Fassung. 2019, ISBN 978-3-7504-0922-4.
- Waldsee und seine Vorzeit, zugleich jene von zwölf dahin Bezug habenden Orte des ehemaligen Haister- und Argengaues. Siebel, Waldsee 1864.
- Der hochberühmten Welfen Ursprung, Abstammung, Thaten und Ruhestätten. Hammer, Ravensburg 1866.